# Juan Fernández-Armesto Fernández-España
Juan Fernández-Armesto Fernández-España (Nova York, 1953) és un advocat i economista espanyol.

## Biografia
Fill del periodista Augusto Assía (Felipe Fernández-Armesto) i de l'escriptora i política Victoria Armesto (María Victoria Fernández-España i Fernández-Latorre), va cursar el batxillerat a Bonn (Alemanya) i a Madrid. Va realitzar els seus estudis universitaris a l'Institut Catòlic d'Administració i Direcció d'Empreses (ICADE) de Madrid, llicenciant-se en Dret en 1977 i en Ciències Empresarials en 1978. En 1983 va obtenir el títol de doctor en Dret en la Universitat Autònoma de Madrid.
Va impartir classes de Dret Mercantil en la Universitat Pontifícia de Comillas-ICADE des de 1978 com a professor adjunt i, després, com a professor agregat, sent nomenat en 1988 catedràtic de l'esmentada disciplina en aquesta Universitat, càrrec en el qual va continuar fins a l'any 2009. És membre del Col·legi d'Advocats de Madrid, de la International Bar Association (Col·legi d'Advocats Internacional), de la London Court of International Arbitration (LCIA), de la Deutsche Institution für Schiedsgerichtsbarkeit i. (DIS) (Institució alemanya d'Arbitratge) i de l'Institut pour l'Arbitrage Internationale (IAI), i cofundador del Club Español d'Arbitratge, del que des de març de 2009 és vocal de la seva junta directiva. A més, el Comitè espanyol de la Cambra de Comerç Internacional (CCI) el va designar representant espanyol en la seva Comissió d'Arbitratge.
A l'octubre de 1996 va ser designat pel Consell de Ministres d'Espanya president de la recentment creada Comissió Nacional del Mercat de Valors (CNMV), cessant l'any 2000, en acabar el seu mandat reglamentari.
Està en possessió de la Gran Creu de l'Orde d'Isabel la Catòlica.